# Lego Ghostbusters
Lego Ghostbusters er en produktlinje produceret af den danske legetøjskoncern LEGO, der blev introduceret 2014, og den er baseret på Ghostbusters-serien. Den blev udgivet med licens fra Columbia Pictures. Det første sæt i serien blev udgivet i 2014 som en del af Lego Ideas-temaet (tidligere Lego Cuusoo). Senere blev der udgivet et sæt baseret på Ghostbusters' brandstation og ét baseret på Ghostbusters: Answer the Call. The Lego Group brugte også licensen til karakterer og pakker i Lego Dimensions-serien. I 2018 blev der udgivet et sæt som en del af Lego BrickHeadz-temaet. I 2020 udkom endnu et sæt baseret på Ghostbusters: Afterlife.